# Latynizmy w języku niemieckim
Latynizmy w języku niemieckim – wyrazy/zwroty pochodzenia łacińskiego w języku niemieckim. Stanowią one najliczniejszą grupę zapożyczeń w niemieckim słownictwie. 

## Okres pragermański (przed 750) istaro-wysoko-niemiecki(750-1050)
Na słownictwo okresu staro-wysoko-niemieckiego (stwn.)składają się: wyrazy pochodzenia germańskiego,  wyrazy zapożyczone z łaciny z okresu wczesnych kontaktów rzymsko-germańskich, wyrazy związane z chrystianizacją i kulturą klasztorną. 
Wczesne kontakty plemion germańskich z Rzymianami pochodzą z okresu pragermańskiego, jeszcze przed pojawieniem się pierwszych tekstów pisanych. Germanowie masowo przejmowali dobra rzymskiej kultury materialnej wraz z ich nazwami. Zapożyczenia z łaciny dotyczą następujących dziedzin (niektóre przykłady): 
Budowa domu i kultura mieszkaniowa: die Mauer – łac. murus, stwn. mura, das Fenster – fenestra, fenstar (pol. okno), der Ziegel – tegula, ziagal (cegła), der Keller – cellarium, kellari (piwnica), die Kammer – camera, chamara  (komora)
Ogród, owoce: die Frucht, łac. fructus, stwn. fruht (pol. owoc), die Kirsche, ceresia, kirsa (wiśnia), der Wein, vinum, vin, die Birne, pirum, pira (gruszka), der Rettich, radix, ratih (chrzan), die Rose, rosa, rosa, die Petersilie, petrosilium, petersilia (pietruszka)
Wymiana handlowa i transport: die Straße, łac. (via) strata, stwn. strazza (pol. ulica), die Münze, moneta, munizza, der Korb, corbis, korp, (pol. koszyk), die Kiste, cista, kista (skrzynia), der Esel, asinus, asil (osioł)
Wojskowość: der Kampf, łac. campus (pol. walka), der Pfeil, pilum (strzała), der Wall, vallum (wał)

### Kultura klasztorna
Szerzenie chrześcijaństwa wśród ludów germańskich wiązało się z problemami leksykalnymi.   Dla oddania pojęć chrześcijańskich takich jak: łaska, pokora, pokuta, zbawienie brakowało w słownictwie odpowiednich wyrazów, stąd też mnisi klasztorni tłumaczący na język ludu modlitwy i inne łacińskie teksty  tworzyli nowe wyrazy, będące zapożyczeniami z łaciny. Jedną z metod było nadawanie wyrazom rodzimym nowych znaczeń (neosemantyzmy), np.: trost, dawniejsze znaczenie: pomoc, nowe znaczenie: pociecha.
Tłumaczono dosłownie terminy łacińskie (kalki leksykalne): allmächtig to tłumaczenie łacińskiego omnipotens (wszechmocny) a das Gewissen łacińskiego conscientia (sumienie).
Mamy też do czynienia z typowymi zapożyczeniami z łaciny, które dotyczą następujących zakresów:
Nazwy osób: der Mönch, łac. monachus, stwn. munih (mnich), die Nonne, łac. nonna, stwn. nunna (zakonnica), der Pilger, łac. piligrim, stwn. peregrinus (pielgrzym)
Budynki, części budowli: das Kloster, łac. claustrum, stwn. klostar (pol. klasztor), das Münster, łac. monasterium, stwn. munistri (katedra), die Zelle, łac. cella, stwn. cella
Szkoła, biblioteka: der Meister, łac. magister, stwn. meistar, die Schule, łac. schola, stwn. skuola, die Tafel, łac. tabula, stwn. tavala  (tablica), schreiben, łac. scribere, stwn. scriban (pisać)
Religia: der Altar, łac. altare, stwn. altari (ołtarz), das Kreuz, łac. crux, stwn. cruzi (krzyż), der Engel, łac. angelus, stwn. engil (anioł), segnen, łac. sugnarem, stwn. seganon (błogosławić)
Wyrazy takie jak Engel, Teufel są bezpośrednimi zapożyczeniami z łaciny, ale pośrednimi z greki.
Werner Betz (za: Morciniec) przytacza następujące dane dotyczące latynizmów w okresie staro-wysoko-niemieckim:
ok. 600 typowych zapożyczeń, co stanowi ok. 3% słownictwa ogólnego, ok. 2000 wyrazów utworzonych za pomocą rodzimych morfemów według wzorów łacińskich (m.in. kalki leksykalne, konstrukcje hybrydyczne), ok. 1000 neosemantyzmów, ok. 5%.

## Okresśrednio-wysoko-niemiecki(1050-1350)
W tym okresie obok piśmiennictwa niemieckiego w dalszym ciągu w użyciu była łacina, jednak napływ latynizmów był mniejszy w porównaniu z poprzednim okresem. Przykłady latynizmów: der Körper (łac. corpus), der Kardinal, das Spital.

## Okreswczesno-nowo-wysoko-niemiecki(1350-1650)
Zainteresowanie kulturą, literaturą antyczną i językami antycznymi (łaciną i greką) w okresie renesansu, ale również rozwój kultury prawnej i drukarstwa spowodowały wzbogacenie słownictwa niemieckiego o liczne latynizmy i grecyzmy. Dotyczyły następujących zakresów:
Nauka, szkolnictwo: Abitur, addieren, Adjektiv, Akademie, Argument, Astronomie, Aula, Definition, Deklination, dividieren, Doktor, Ferien, Katheder, Klasse, Lektion, Lektüre, Logik, Medizin, Professor, studieren, Substantiv.
Leksyka urzędnicza i prawna: Akte, Amnestie, annulieren, Archiv, Deputat, exekutieren, Hypothek, Inventur, Jura, Justiz, Klausel, legal, Prozess
Drukarstwo: Autor, Exemplar, Format, Kolumne, Korrektor, Manuskript
Wyrazy takie jak Bibliothek, Philosophie są bezpośrednimi zapożyczeniami z łaciny, ale pierwszym źródłem pochodzenia jest tutaj greka.

## Okresnowo-wysoko-niemiecki
Począwszy od XVIII wieku w niemieckim słownictwie występują liczne wyrazy z łacińskim sufiksami (np. przymiotnikowe: -iv, -abel, rzeczownikowe:  -enz, -ation, -ismus), prefiksami (m.in.: anti-, extra-, hiper-, neo-, prä-) i konfiksami (morfemy niebędące sufiksami ani prefiksami ani morfemami podstawowymi), np. bio-, audio-, geo-, öko-, -graph).